# Els Schelfhout
Els Schelfhout (Sint-Gillis-Waas, 19 mei 1967) is een Belgisch politica van CD&V.

## Biografie
In 1991 werd zij wetenschappelijk medewerkster aan de Vrije Universiteit van Brussel. Ook werd ze er licentiate in communicatiewetenschappen, geaggregeerde voor het hoger secundair onderwijs en doctor in de sociale wetenschappen.
Schelfhout is vorser en docente geweest aan de Katholieke Universiteit van Brussel en later aan de universiteit van Gent. Van 2003 tot 2007 was ze eveneens voorzitster van het Lokaal Overlegplatform-basisonderwijs en secundair onderwijs in Dendermonde. Daar was ze van 2004 tot 2007 ook voorzitster van het Comité voor Bijzondere Jeugdzorg.
In 2007 stond ze op de lijst voor de Belgische Senaat van CD&V bij de federale verkiezingen van dat jaar. Ze werd niet verkozen, maar werd door haar partij wel in de Senaat gecoöpteerd. Ze bleef er zetelen tot in 2010.
Na haar politieke loopbaan werd Schelfhout lifecoach en lid van de raad van bestuur van de Belgische Investeringsmaatschappij voor Ontwikkelingssamenwerking. Momenteel is ze centrummanager van het RK Nooddorp voor Oekraïense vluchtelingen te Mechelen.